# Pinacoderm
Das Pinacoderm (Gr.: „pinax“ = Tafel, „derma = Haut“) ist die äußere Deckschicht der Schwämme (Porifera). Sie wird aus zwei Zelllagen von flachen, meist unbewimperten Pinacocyten gebildet. Sie können sich voneinander lösen und mit anderen Zellen neue Bindungen eingehen. Im Pinacoderm liegen die Ostien, kleine Poren, die der Wasseraufnahme dienen und das Wasser über ein Kanalsystem in den zentralen Hohlraum (Gastralraum, auch Spongocoel) der Schwämme führen. Die Ostien sind von ringförmigen Zellen umgeben, die sich zusammenziehen können. Die Pinacozyten nehmen auch Nahrung auf. Schwämme sind Parazoa, daher stellt das Pinacoderm kein Epithel(-Gewebe) dar.